# TBS (美國電視頻道)
TBS是美國一家付費電視頻道的縮寫，全稱透納廣播系統（英語：Turner Broadcasting System），是美国华纳兄弟探索公司运营的美国电视频道。 它播出多種內容的節目，但以喜劇節目及一些體育賽事為主，例如：美國職業棒球大聯盟和NCAA男子籃球錦標賽等。截至2018年9月，TBS已覆蓋美國境內約903.91萬訂閱了付費電視的家庭用戶。

## 外部鏈接
- 官方网站（英文）